# 百老匯街 (溫哥華)

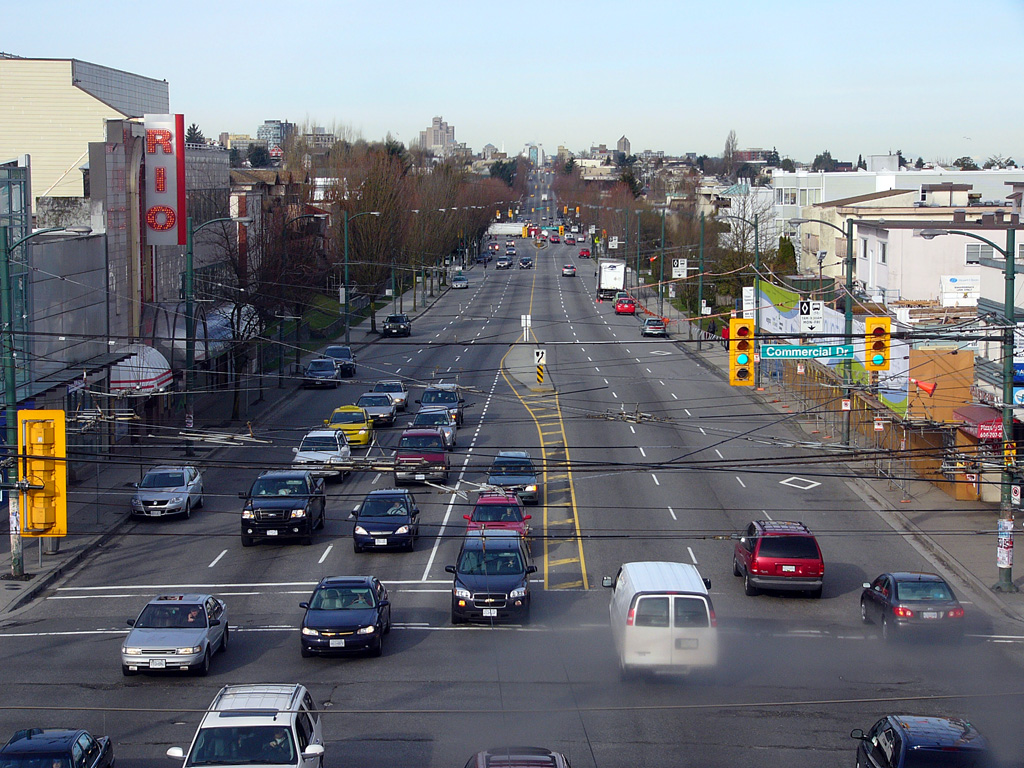
百老匯東街與金馬素街交界處西望（攝於架空列車金馬素－百老匯站）

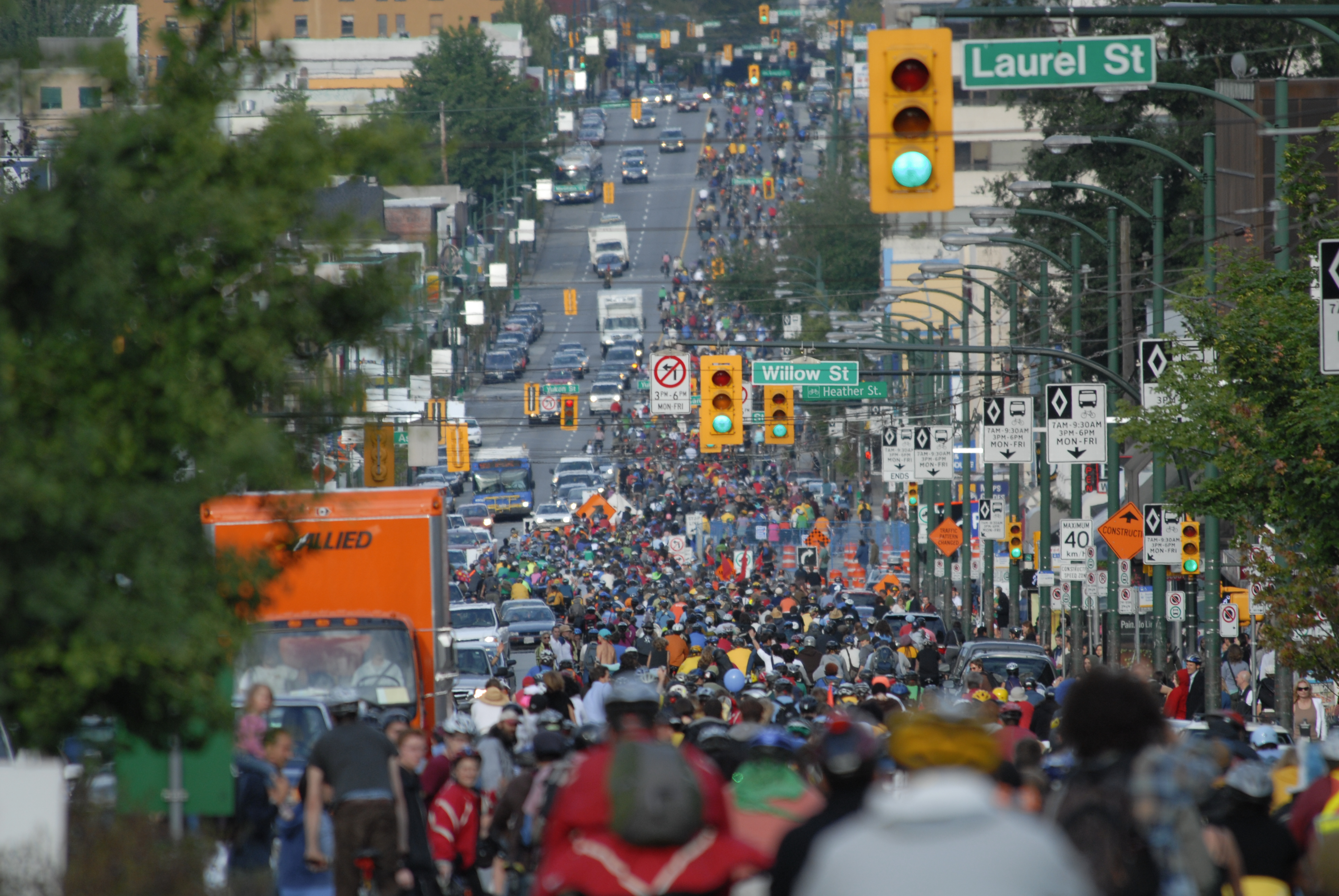
2007年單車臨界量活動進行中的百老匯街

百老匯街（英語：Broadway）是加拿大卑詩省溫哥華一條主要東西向街道，全程大致四線行車，在溫哥華市的棋盤狀街道網中取代了第9街的走線。加蘭護街以東的一段百老匯街過往曾構成卑詩省7號省道的一部分；此省道資格已取消，但百老匯街沿途仍留有少量7號省道的路盾。百老匯街有東西之分：安大略街以西為百老匯西街，以東則為百老匯東街。
介乎緬街和阿標特斯街的一段百老匯街稱為中百老匯（Central Broadway），區内寫字樓數目僅次於溫哥華市中心，為卑詩省第二多。

## 走綫
百老匯街西起卑詩大學以東數公里西灰角區（West Point Grey）華禮士路和第8街的交界處，穿過亞馬街（Alma Street）後進入基斯蘭奴區的希臘鎮社區，在此以東數個街口由少層公寓建築和高檔零售商戶共構而成。百老匯街在阿標特斯街一帶開始出現較大的商戶和多座少型和中型公寓樓房，而商住樓宇的規模在布勒街以東更趨顯著，到加蘭護街以東更林立多座中大型商業樓宇和多層公寓。經過位於甘比街交界處的百老匯-市政廳架空列車站後，百老匯街沿途的樓宇規模則再度減退。
百老匯街與緬街和京士威道相交後，沿途再度出現中小型住宅和商業樓宇，而溫哥華社區學院的百老匯街校園則坐落百老匯街和卡勒街（Clark Drive）的交界處以西。百老匯街經過位於金馬素街交界處的金馬素-百老匯架空列車站後進入樓齡較舊的住宅區。蘭菲街以東的一段百老匯街為混合用途社區：百老匯街以北主要為樓齡較舊的住宅，以南則為貨倉和工商用樓宇。百老匯街的東端位於溫哥華與本拿比市界綫以西的卡斯亞街，並在此駁上洛歇公路（Lougheed Highway）。

## 歷史與性質
為了配合溫哥華的人口增長，當局於19世紀末期和20世紀初期在福溪南岸規劃一個棋盤狀街道網，而第9街的走線也是於此時定下。西敏大道（即現緬街）夾第9街的商戶隨後向市政府請求將該帶道路更名以營造繁華氣氛；第9街遂於1909年改稱百老匯街，並維持至今。百老匯街的商業活動早期集中於與甘比街和緬街交界處一帶，其他路段則以獨立住宅樓房為主。
到了1970年代，百老匯街成為溫市其中一條交通動脈。隨著百老匯街以南（介乎渥街和甘比街之間）的溫哥華綜合醫院擴建和卑詩大學學生人數上升，百老匯街沿途的交通流量亦隨之上揚。1990年代，當時負責營運大溫哥華公共交通系統的卑詩公車局開辦了99 B-Line快速巴士線，以圖舒緩百老匯街沿線的擠塞情況。溫市政府於2006年發表的報告中指出百老匯街巴士線的載客量已達其極限，有需要在百老匯街或鄰近的平行街道興建捷運線以舒緩沿線交通。運輸聯線於2010年就有關問題列出七項可行方案（當中包括將架空列車千禧線西延），並就此進行研究和公眾咨詢。研究結論顯示千禧線西延方案為最佳選項，並建議將延線分兩階段興建：首階段將千禧線沿百老匯街或鄰近的平行街道往西伸延至阿標達斯街，而阿標達斯街至卑詩大學的路段則留待次階段興建，期間此路段繼續由服務。
介乎金馬素街和阿標達斯街的千禧線西延項目首期路段全長6公里，在百老匯街地底運行並設有6個地下車站，預料造價為19億加元。卑詩省政府和聯邦政府將各支付40%項目造價，餘下款項需由大溫地方政府籌集。大溫城鎮長官聯席會於2018年3月公布融資方案，項目暫定於2018年末招標，2019-20年動工，可望於2025年開通。